# Catogenus thomasi
Catogenus thomasi är en skalbaggsart som beskrevs av Stanislaw Adam Ślipiński 1989. Catogenus thomasi ingår i släktet Catogenus och familjen Passandridae. Inga underarter finns listade i Catalogue of Life.